# Robert Eshun
Robert Eshun (* 19. Dezember 1974; † 23. Oktober 2023 in London) war ein ghanaischer Fußballspieler.

## Sportlicher Werdegang
Eshun kam 1992 als 17-Jähriger von Asante Kotoko, wo er 1990 entscheidend beim Finalsieg im Landespokal gegen Accra Hearts of Oak mitgewirkt hatte, nach Europa. Dort spielte er in Belgien für den KFC Turnhout, den KFC Tielen und den SK Lommel, für den er zwischen 1997 und 1999 in der höchsten Spielklasse auflief. Anschließend wechselte er zum türkischen Klub Gaziantepspor in die 1. Lig. Im Pokalwettbewerb 1999/2000 erreichte er mit der Mannschaft das gegen Bursaspor verlorene Viertelfinale, mit drei Treffern im Wettbewerbsverlauf war er – neben u. a. seinem Mannschaftskameraden Oktay Derelioğlu – einer von neun Torschützenkönigen. Dennoch konnte er sich nicht dauerhaft beim Klub durchsetzen, nur bei einem seiner zwölf Ligaeinsätze stand er über die komplette Spielzeit auf dem Feld. Im Januar 2001 kehrte er nach Belgien zurück, wo er beim unterklassig antretenden KFC Dessel Sport spielte. Später ließ er beim malayischen Klub Sarawak FA seine Karriere ausklingen.
Im Oktober 2023 erlag Eshun im Alter von 48 Jahren einem Herzstillstand.